# شبه النباتية
يعرف النظام الغذائي شبه النباتي (بالإنجليزية: flexitarian)  بأنه النظام الغذائي القائم على تناول النباتات مع تناول منتجات اللحوم من حين لآخر. في عام 2003، اختارت جمعية اللهجة الأمريكية المصطلح الإنجليزي flexitarian أي شبه نباتي لتكون الكلمة الأكثر نفعًا لهذا العام وعرفتها بأنها «الشخص النباتي الذي يتناول منتجات اللحوم في بعض الأحيان». وفي عام 2012، أُدرج هذا المصطلح لأول مرة في الكلمات الرئيسية في قاموس مريام وبيستر.

## الفرق بين المصطلحين المتشابهين
النباتية هي الامتناع عن تناول اللحوم تمامًا. وهناك أسباب شائعة لاعتماد النظام الغذائي شبه النباتي ربما تكون أسبابًا صحية أو بيئية (انظر نظام التغذية النباتي البيئي) أو الحد من استهلاك الموارد نظام التغذية النباتي الاقتصادي), وهي حجج في صالح اعتماد نظام غذائي نباتي كامل. وفي حين أن شبه النباتيين قد يرون أن النظام الغذائي شبه النباتي متساهل, فقد يشعر النباتيون الخالصون بالاستياء الشديد من هذا المصطلح وينظرون إليه على أنه غش أو هفوة أخلاقية. وهناك اختلاف آخر وهو أنه ربما يتبنى البعض نظامًا غذائيًا نباتيًا بالكامل لأسباب دينية كما هو الحال بالنسبة للأسباب الصحية والبيئية. يتضمن النظام الغذائي شبه النباتي ما يلي:
- آكلو لحوم الطيور: وهم من يتناولون لحوم الدجاج وليس لحوم الثدييات ويكون ذلك في الغالب لأسباب بيئية أو صحية أو العدالة الغذائية.[11][12]
- آكلو الأطعمة البحرية: ويتناولون الأسماك والأطعمة البحرية الأخرى لكن لا يتناولون لحوم الطيور أو اللحوم الحمراء المأخوذة من الثدييات. إن النظام الغذائي القائم على تناول النباتات المعمرة هو نظام غذائي يقوم على تناول النباتات وقد يشتمل أو لا يشتمل على تناول بعض الأسماك الإضافية أو الأطعمة البحرية في بعض الأحيان.[13]
- آكلو لحوم الطيور والأسماك: ويتناولون الأسماك ولحوم الطيور وليس اللحوم الحمراء المأخوذة من الثدييات.

## كتابات أخرى
- Dawn Jackson Blatner, RD, LDN (2009). The Flexitarian Diet: The Mostly Vegetarian Way to Lose Weight, Be Healthier, Prevent Disease, and Add Years to Your Life. McGraw-Hill Professional. ISBN 978-0-07-154957-8
- Cultural Encyclopedia of Vegetarianism by Margaret Puskar-Pasewicz.ABC-CLIO(2010). ISBN 978-0-313-37556-9-

## وصلات خارجية
- Why flexitarian? نسخة محفوظة 23 مايو 2007 على موقع واي باك مشين.
- Can You Be a Vegetarian and Still Eat Meat?
- Staples of the British Diet, are on the Wane as 'Flexitarians' forgo Meat by Susie Mesure, The Independent, July 12, 2009